# Siège de Beyrouth
Guerre du Liban
Batailles
Opération Mole Cricket 19 - Bataille de Sultan Yacoub - Siège de Beyrouth
Le siège de Beyrouth a eu lieu pendant l'été 1982, dans le cadre de l'invasion israélienne du Liban de 1982. Il s'est terminé par l'obligation faite à l'OLP de quitter le Liban, et à Israël de restituer le territoire envahi lors du siège, à l'exclusion d'une « zone de sécurité », bande de dix miles de large le long de la frontière israélo-libanaise, qui a été rendue au Liban en 2000.

## Réactions internationales

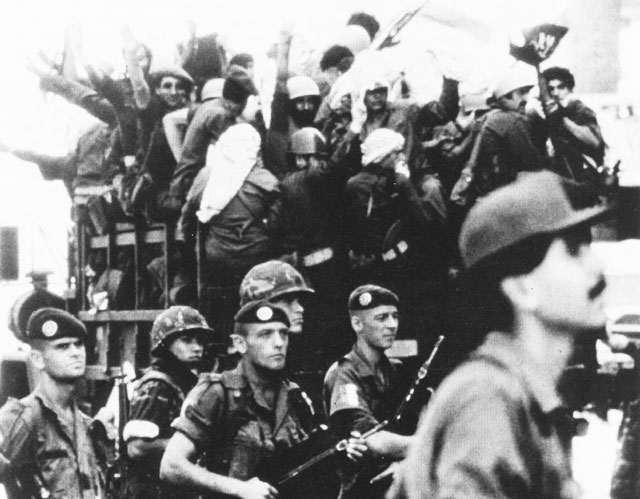
Militants de l'OLP évacués sous la protections des militaires français et américains de la Force multinationale de sécurité à Beyrouth.

Le siège menée par les forces israéliennes fut très controversé et même condamné par le plus proche allié de l'État hébreu, les États-Unis considérant même des sanctions contre Israël, déclarant que la matériel fourni par les Américains à Tsahal ne doit être utilisé qu'à des fins défensives. L'URSS a également demandé au conseil de sécurité des Nations unies de faire passer une résolution sur un embargo des armes contre Israël, en vain à la suite du veto des États-Unis.